# Wybory do Parlamentu Europejskiego w Estonii w 2009 roku
Wybory do Parlamentu Europejskiego VII kadencji w Estonii zostały przeprowadzone 7 czerwca 2009. Zgodnie z postanowieniami traktatu nicejskiego w ich wyniku zostało wybranych 6 deputowanych (podobnie jak pięć lat wcześniej).
| Lista wyborcza             | Głosy   | %      | Mandaty | Zmiana |
| -------------------------- | ------- | ------ | ------- | ------ |
| Partia Centrum             | 103 506 | 26,07% | 2       | +1     |
| Indrek Tarand (niezależny) | 102 460 | 25,81% | 1       | +1     |
| Partia Reform              | 60 877  | 15,33% | 1       | –      |
| Isamaa ja Res Publica Liit | 48 492  | 12,22% | 1       | –      |
| Partia Socjaldemokratyczna | 34 508  | 8,69%  | 1       | −2     |
| Partia Zielonych           | 10 851  | 2,73%  | 0       | –      |
| Razem                      |         |        | 6       | –      |